# المرأة ذات الرداء الأسود (رواية)
المرأة ذات الرداء الأسود (بالإنجليزية: The Woman in Black)‏ هي رواية للكاتبة البريطانية سوزان هيل، نشرت عام 1983، لأول مرة عن دار نشر هاميش هاميلتون. وتصنف الرواية على أنها رواية رعب، وتدور أحداثها حول شبح غامض يطارد بلدة إنجليزية صغيرة. تم إنتاج فيلم تلفزيوني قائم على الرواية،و يسمى أيضًا المرأة ذات الرداء الأسود، في عام 1989، مع سيناريو من تأليف نايجل نيل. وفي عام 2012، تم إصدار فيلم مقتبس آخر من بطولة دانييل رادكليف ومن إخراج جيمس واتكينز.تم أيضًا تحويل الكتاب إلى مسرحية لستيفن مالاترات.وتم تقديم حوالي 13232 عرضًا لها، وهي ثاني أطول مسرحية في تاريخ ويست إند، بعد مصيدة الفئران.

## المحتويات
المراة ذات الرداء الأسود- قصة شبح امرأة ما أن يظهر حتي تقع حادثة مروعة ، وهي تعود دائماً وتظهر لتنتقم لقلبها المكسور دون رحمة ، ومع كل الأحداث المشوقة والمليئة بالخوف والرعب والهيال الخصب، إلا أن النهاية المفاجئة تبقى الأقوى، وتتضمن الرواية مجموعة من العناوين متمثلة في: عشية الميلاد- ضباب لندن- جنازة السيدة درابلو- ايبيل مارش هاوس- صراخ طفل- وأعود مجدداً- عشاء مع السيد بيلي- اصوات في الليل- خلق الباب- رعب في المستنقعات- واغادر ايبيل مارش هاوس- شهادات الوفاة- لاشيئ يمكن أن يحدث الآن- وتنتهي القصة.

## الشخصيات
- السيد آرثر كيبس
- السيدة اسمية زوجة آرثر الثانية
- السيد بنتلي صاحب عمل آرثر
- السيدة اليس درابلو
- السيدة جانيت همفري شقيقة اليس
- الطفل ناثانيال ابن جانيت
- الفتاة ستيلا زوجة آرثر الأولى
- السيد صموئيل ديلي

## الحبكة
الرواية يرويها آرثر كيبس، الذي كان يعمل سابقًا لدى السيد بنتلي. في إحدى ليالي عيد الميلاد، كان في المنزل مع زوجته الثانية إسميه وأربعة من أبناء زوجته الذين يتشاركون قصص الأشباح. عندما يُطلب منه أن يروي قصة، يغضب ويغادر الغرفة ويقرر أن يكتب التجارب المروعة التي حدثت معه في الماضي منذ عدة سنوات على أمل أن يؤدي ذلك إلى طرد تلك القصص المروعة من ذاكرته. قبل عدة سنوات، بينما كان لا يزال محاميًا مبتدئًا لشركة بنتلي، تم استدعاء كيبس إلى بلدة كريثنجيفورد، وهي مدينة صغيرة تقع على الساحل الشمالي الشرقي لإنجلترا، لحضور جنازة السيدة أليس درابلو وتسوية ممتلكاتها. إنه متردد في ترك خطيبته ستيلا، لكنه حريص على الابتعاد عن ضباب لندن الكئيب. كانت السيدة الراحلة درابلو أرملة مسنة ومنعزلة تعيش بمفردها في منزل إيل مارش المنعزل والمعزول. في رحلته بالقطار هناك، يلتقي بصموئيل ديلي، وهو مالك أرض ثري وسمع منه بعض التلميحات حول وجود أشباح في المنزل. كان المنزل يقع على واحدة من الطرق والذي يعرف باسم طريق التسع أرواح، وفي يوم من الأيام عند ارتفاع المد، كانت تلك الطريق معزولة تمامًا عن مناطق البر الرئيسي، وكل ما يحيط بها هي مجموعة من المستنقعات في الجنازة، يرى كيبس امرأة ترتدي ملابس سوداء وذات وجه شاحب وعينين داكنتين، يراقبها مجموعة من الأطفال بصمت. بينما كان كيبس يفرز أوراق السيدة درابلو في إيل مارش هاوس، كان يتحمل سلسلة مرعبة بشكل متزايد من الضوضاء غير المبررة والأحداث المرعبة وظهور المرأة ذات الرداء الأسود. وفي إحدى هذه الحالات، يسمع صوت حصان وعربة في حالة استغاثة، يتبعه صراخ طفل صغير وخادمته، قادمين من اتجاه الأهوار. يتردد معظم الأشخاص في كريثن جيفورد في الكشف عن معلومات حول السيدة درابلو وعلاقتها بالمرأة الغامضة ذات الرداء الأسود. أي محاولات يقوم بها كيبس لمعرفة المزيد تسبب ردود فعل مؤلمة ومخيفة. علم من مصادر مختلفة أن أخت السيدة درابلو، جينيت همفري، أنجبت طفلاً اسمه ناثانيال. ولأنها لم تكن متزوجة، اضطرت إلى إعطاء الطفل لأختها. تبنت السيدة درابلو وزوجها الصبي، وأصرا على أنه لا ينبغي له أن يعرف أبدًا أن جانيت هي والدته. ذهبت جانيت بعيدا لمدة عام. عندما أدركت أنها لا تستطيع الانفصال عن ابنها لفترة طويلة، اتفقت على البقاء معه في ايل مارش هاوس طالما أنها لم تكشف له هويتها الحقيقية أبدًا. خططت سرًا للهروب من المنزل مع ابنها. في أحد الأيام، ضاع السرير الذي كان يحمل الصبي عبر الجسر وغرق في المستنقعات، مما أسفر عن مقتل جميع من كانوا على متنه، بينما كانت جانيت تنظر بلا حول ولا قوة من النافذة. صرخات الطفل التي سمعها كيبس كانت صرخات شبح ناثانيال.
بعد مرور فترة من الوقت علم آرثر بكامل القصة لتلك السيدة، يعود كيبس إلى لندن، ويتزوج ستيلا، وأنجب طفلًا، ويحاول وضع الأحداث في كريثين جيفورد خلفه. في أحد المناسبات، بينما كانت زوجته وطفله يستمتعان بركوب احد القوارب والتجول في البحر يرى كيبس المرأة ذات الرداء الأسود. خرجت أمام القارب،ففزعت زوحته وابنه مما تسبب في اصطدام القارب بشجرة وتدميره، مما أدى إلى مقتل الطفل على الفور وإصابة ستيلا بجروح خطيرة، التي ماتت بسببها بعد عشرة أشهر.وبعد فترة من الزمن تزوج من زوجته الثانية إسميه وأنجب أربعة من الأطفال وقرر عدم التفكير مطلقاً في تلك الأحداث المأساوية التي حدثت معه في الماضي، وأخيراً ختم آرثر الأحداث بقوله: لقد طلبوا أبنائي مني قصتي، وها أنا أخبرتهم بها وكفى، وأخذ عهد على نفسه على أن لا يفكر في تلك الأحداث الماضية، ورأى أنه من الأفضل له عوضاً عن العيش بحالة من الخوف والرعب الاعتناء بمنزله وزوجته وأبناءه انهى كيبس ذاكرياته بالكلمات، "لقد طلبوا قصتي. لقد رويتها. كفى".

## المسرحية
المرأة ذات الرداء الأسود (مسرحية) تم تعديل مسرحية The Woman in Black بواسطة ستيفن مالاترات في ديسمبر 1987 وبدأت كإنتاج منخفض الميزانية لمسرحية عيد الميلاد الجديدة في سكاربورو. وتبين أنها كانت ناجحة جدًا لدرجة أنها وصلت إلى ويست إند بلندن بعد عامين في يناير 1989، وأقامت في مسرح لندن فورتشن في 7 يونيو من نفس العام وهي حاليًا ثاني أطول مسرحية في ويست إند. بالنسبة للذكرى الثلاثين، كان فريق West End من مايو 2018 إلى مارس 2019 هو ريتشارد هوب في دور آرثر كيبس ومارك هوكينز في دور الممثل، ثم من 19 مارس 2019 ستيوارت فوكس مع ماثيو سبنسر. اعتبارًا من نوفمبر 2022، يلعب جوليان فورسيث الآن دور آرثر كيبس مع استمرار ماثيو سبنسر في لعب دور الممثل. ترى نسخة مالاترات أن آرثر يتدرب مع أحد الممثلين في محاولة لأداء القصة للعائلة والأصدقاء، مما يسمح له باستعادة مطاردة منزل إيل مارش كمسرحية داخل مسرحية.

## الاذاعة والتلفزيون والسينما
- في عام 1989، تم تحويل القصة للتلفزيون بواسطة نايجل نيل لشبكة ITV البريطانية وإخراجها هربرت وايز. قام ببطولة الإنتاج أدريان رولينز في دور آرثر كيد (وليس كيبس)، وبرنارد هيبتون في دور سام توفي (وليس سام ديلي) وبولين موران في دور المرأة ذات الرداء الأسود.[5]
- في ديسمبر 1993، بث راديو بي بي سي 5 نسخة مقتبسة من الرواية من أربعة أجزاء، بطولة روبرت جلينيستر (في دور آرثر كيبس الشاب) وجون وودفين (في دور آرثر كيبس العجوز، الذي يروي أيضًا أجزاء من القصة)، وإخراج كريس واليس.
- في أكتوبر 2004، بثت إذاعة بي بي سي 4 نسخة مدتها 56 دقيقة في بداية يوم السبت، والتي تم تعديلها بواسطة مايك ووكر. قام ببطولته جيمس دارسي في دور آرثر كيبس، وأخرجه جون تايلور وكان من إنتاج شركة الخيال.
- في فبراير 2012، تم إصدار فيلم مقتبس، بطولة دانييل رادكليف في دور آرثر كيبس، وإخراج جيمس واتكينز. إنه تعديل منفصل للرواية، وليس إعادة إنتاج لفيلم عام 1989، ويطور قصة مختلفة تمامًا عن قصة المادة المصدر.[6]

## الرواية في المنهج الوطني للمملكة المتحدة
يشيع استخدام "المرأة ذات الرداء الأسود" كنص محدد في المدارس البريطانية كجزء من المنهج الوطني للغة الإنجليزية. يوصى بالكتاب للمرحلة الأساسية 3 وما فوق مع إصدار الغلاف الورقي الأكثر استخدامًا من قبل الطلاب. الرواية هي موضوع أسئلة الأدب الإنجليزي في شهادة الثانوية العامة (GCSE) من لجان امتحانات إدكسل وإدوكاس.

## تتمة
تم نشر تكملة لكتاب المرأة ذات الرداء الأسود: ملاك الموت، الذي كتبه مارتين وايتس، لأول مرة في المملكة المتحدة في 24 أكتوبر 2013، وفي الولايات المتحدة في 12 فبراير 2014. وقد تم تحويله إلى فيلم عام 2015 المرأة ذات الرداء الأسود: ملاك الموت.